# أحمد سودي
أحمد سودي، هو مؤلف بوسني من القرن السادس عشر في عهد الإمبراطورية العثمانية. ألف العديد من المعلقات التركية العثمانية على التقليد الفارسية مثل المثنوي للرومي، وكلستان وبستان للسعدي الشيرازي، وديوان حافظ. بحسب أستاذ الدراسات الفارسية والإسلامية حامد الكار، فإن السودي "ربما يكون أبرز الفرس العثمانيين".